# Quintus Tineius Rufus (Konsul 127)
Quintus Tineius Rufus war ein römischer Politiker und Senator im 2. Jahrhundert n. Chr.

## Laufbahn bis zum Konsulat
Die frühen Stationen der politischen Laufbahn (cursus honorum) des Quintus Tineius Rufus sind nicht bekannt. Die erste belegte politische Funktion, die er ausübte, war die eines Statthalters der Provinz Thrakien im Range eines Propraetors. Sie ist bezeugt durch eine Inschrift, die im Umland der antiken Stadt Aquae Calidae gefunden wurde und auf das Jahr 124 datiert ist. Auch städtische Münzen von Bizya, dem heutigen Vize, nennen Tineius Rufus als Statthalter Thrakiens.
Dass Tineius kurz darauf Konsul war, wurde erst im Jahr 1941 bekannt, als ein Fragment der Fasti Ostienses aufgefunden wurde. Darin wird er als einer der Amtsträger des Jahres 127 gemeinsam mit Marcus Licinius Celer Nepos genannt. Mittlerweile wurde dies durch mehrere datierte Militärdiplome bestätigt, aufgrund derer sich sein Suffektkonsulat genauer eingrenzen lässt, da er am 20. August des Jahres nachgewiesenermaßen im Amt war.

## Statthalterschaft in Judäa
Quintus Tineius Rufus war in den frühen 130er Jahren Prokurator der Provinz Judäa, als dort der Bar-Kochba-Aufstand ausbrach. Die Quellen dazu und zu seiner Rolle in den folgenden Kriegsgeschehnissen sind sehr widersprüchlich. Ebenfalls ist nicht bekannt, ob er während dieser Statthalterschaft starb oder regulär durch einen Nachfolger abgelöst wurde.

### Christliche Quellen
In christlichen Quellen, nämlich den Werken von Kirchenvätern und byzantinischen Historikern, wird Tineius Rufus mit leichten Variationen als römischer Feldherr im Kampf gegen die Juden dargestellt.
- Hieronymus erwähnt den Bar-Kochba-Aufstand und Tineius Rufus in zweien seiner Kommentare zu Büchern der Bibel. Bei seinen Erläuterungen zu Sacharja 18,9 geht er darauf ein, dass „Turanius Rufus“ in einem August den jüdischen Tempel zerstört habe, nachdem er die Stadt „Bether“, in die „viele Tausend Juden“ geflohen waren, eingenommen hatte. Gemeint ist Betar, wohin sich in der Endphase des Krieges der Anführer Bar Kochba mit seinen Anhängern zurückgezogen hatte. Außerdem sei das Heiligtum in Jerusalem „durchpflügt“ worden.[6] Diese Formulierung entstand wohl durch eine Vermischung der Zerstörung Jerusalems, die hier Tineius Rufus zugeschrieben wird, mit der anschließenden Neugründung als römische Kolonie Aelia Capitolina. Im Rahmen der zeremoniellen Stadtgründung einer römischen Colonia wurde traditionell der geplante Verlauf der Stadtmauer durch eine Furche (den sulcus primigenius) markiert. So dürfte das Bild des Pflügens in den Bericht von der Eroberung der Stadt gelangt sein.[7] In seinem Kommentar zu Daniel 9,24 schreibt Hieronymus, dass „Timus Rufus“ als Befehlshaber des römischen Heeres die aufständischen Juden besiegt habe.[8]
- In der Ἐκκλησιαστικὴ ἱστορία (Kirchengeschichte) des christlichen Autors Eusebius von Caesarea wird berichtet, dass der Statthalter Rufus von Kaiser Hadrian Truppen zur Verstärkung zugeschickt bekommen habe und daraufhin gegen die Aufständischen vorgegangen sei, „indem er auf einmal Zehntausende von Männern, Kindern und Frauen vernichtete und ihren Grundbesitz nach dem Kriegsrecht einzog“.[9] Neben Tineius wird kein anderer römischer Befehlshaber in dem Bericht genannt. Die Behauptung, er habe Konfiskationen jüdischen Landes durchgeführt, wird in der Forschung als authentisch angesehen.[7]
- Ein weiteres Werk des Eusebius, die Chronik, ist nicht im Original erhalten, sondern nur in einer armenischen Version, in einer lateinischen Übersetzung des Hieronymus und in der auf Hieronymus basierenden Weltchronik des Prosper Tiro von Aquitanien. Von Tineius Rufus heißt es darin nur, dass er beim Ausbruch des Aufstandes Statthalter von Judäa war und der Kaiser ihm daraufhin Truppen zugeschickt habe. Sein Name ist bei Hieronymus und damit auch bei Prosper Tiro nahezu korrekt als „Tinius Rufus“ wiedergegeben,[10][11] in den Handschriften der armenischen Übersetzung ist er allerdings zu „Ttinios, Sohn des Rôphos“ beziehungsweise „Tkinios, Sohn des Rôphos“ verderbt und wurde von den modernen Herausgebern (denen Tineius als Statthalter nicht bekannt war) in den verschiedensten Formen (Tytinios, Tecinius, Ticinius, Tycinius) rekonstruiert.[12]
- In der Weltchronik des byzantinischen Geschichtsschreibers Georgios Synkellos wird der Bar-Kochba-Aufstand im Abschnitt zum Jahr 121 n. Chr. (A. M. 5621 gemäß der von Synkellos verwendeten Alexandrinischen Weltära) behandelt. Tineius Rufus sei Statthalter Judäas gewesen und habe als solcher auch die von Hadrian entsandten Truppen im Krieg gegen die Juden kommandiert. Die anschließenden Erläuterungen behandeln Anführer des Aufstandes (der hier Χωχεβας, Chochebas genannt wird), seine feindliche Einstellung den Christen gegenüber und (als Strafe Gottes dafür) schließlich die vernichtende Niederlage der Juden.[13] Da im zweiten Teil des Textes eine christlich-jüdische Perspektive eingenommen wird, wird nach Tineius kein römischer General mehr erwähnt.

### Jüdische Quellen
In den jüdischen Quellen wird Tineius als bösartiger Vertreter der feindlichen Weltmacht Rom und als grausamer Tyrann dargestellt, diesen Berichten kommt jedoch kein historischer Quellenwert zu. So wird er als einer der Nachkommen eines anderen Erzfeindes der Juden, des persischen Beamten Haman, aufgeführt. Mehrfach soll Tineius mit Rabbi Akiba über die Auslegung der Tora diskutiert haben, wobei Akiba aber stets der Weisere gewesen sei.

### Römische Geschichtsschreibung
Der römische Schriftsteller Cassius Dio erwähnt Tineius in seiner Darstellung des Aufstandes gar nicht und stellt seinen Nachfolger Sextus Iulius Severus als den entscheidenden Feldherrn auf römischer Seite dar.

## Familie
Zwei unpublizierte Inschriften aus Skythopolis (dem heutigen Bet Sche’an) enthalten Ehrungen für seine Frau Claudia Rufina und seine Tochter.
Die Nachkommen des Quintus Tineius Rufus durchliefen sehr erfolgreiche Karrieren in der römischen Politik: Sein Sohn Quintus Tineius Sacerdos gelangte 158 zum ordentlichen Konsulat, seine drei Enkel erreichten dieses Amt ebenfalls (Quintus Tineius Rufus 182, Quintus Tineius Clemens 195, Quintus Tineius Sacerdos 219). Er scheint also nicht für die Niederlage Roms in Judäa verantwortlich gewesen zu sein, oder wurde zumindest nicht dafür verantwortlich gemacht.